# Modello di Lindahl
Il modello di Lindahl è una forma di tassazione concepita da Erik Lindahl in cui gli individui pagano per i beni pubblici sulla base della loro utilità marginale. In altre parole, pagano in base alla soddisfazione o utilità che derivano dal consumo di un'unità aggiuntiva del bene pubblico. Il modello di Lindahl prevede una tassazione progettata per massimizzare l'efficienza per ogni individuo e fornire il livello ottimale di bene pubblico.
Le tasse del modello di Lindahl possono essere viste come la quota individuale del carico fiscale collettivo di un'economia. Il livello ottimo di un bene pubblico è quella quantità alla quale la disponibilità a pagare per un'unità in più del bene, presa nella totalità per tutti gli individui, è pari al costo marginale di fornitura di quel bene.
L'imposta di Lindahl è la quantità ottimale moltiplicata per la disponibilità a pagare per un'unità in più di quel bene a questa quantità.

## Storia
L'idea di utilizzare l'utilità marginale aggregata nell'analisi della finanza pubblica non era nuova in Europa. Knut Wicksell è stato uno degli studiosi più importanti di questo concetto, sostenendo infine che nessun individuo dovrebbe essere costretto a pagare per qualsiasi attività che non gli dia utilità. Erik Lindahl, profondamente influenzato da Wicksell, suo professore e mentore, propose un metodo per finanziare i beni pubblici e per dimostrare che la politica del consenso è possibile. Poiché le persone sono di natura diversa, le loro preferenze sono diverse e il consenso richiede che ogni individuo paghi una tassa leggermente diversa per ogni servizio o bene che consuma. Se il prezzo dell'imposta di ciascuna persona è pari ai benefici marginali ricevuti in termini di servizio ideale, ciascuna persona è più soddisfatta grazie alla fornitura del bene pubblico e di conseguenza accetta di pagare per quel determinato livello di fornitura del servizio.

## Equilibrio di Lindahl
L'equilibrio di Lindahl è un equilibrio economico derivante da una tassazione alla Lindahl nonché un metodo per trovare il livello ottimale per la fornitura di beni o servizi pubblici. Tale livello ottimale si verifica quando il prezzo totale per unità pagato da ciascun individuo è uguale al totale per unità di costo del bene pubblico. Si può dimostrare che esiste un equilibrio per diversi ambienti. Pertanto, l'equilibrio di Lindahl descrive un'economia con prezzi personalizzati possa sostenere l'efficienza. Leif Johansen ha offerto l'interpretazione completa del concetto di "equilibrio di Lindahl", che presuppone che le decisioni di consumo delle famiglie si basino sulla quota del costo che devono sostenere per la fornitura del particolare bene pubblico.

## Modello di Lindahl
Nel modello di Lindahl,

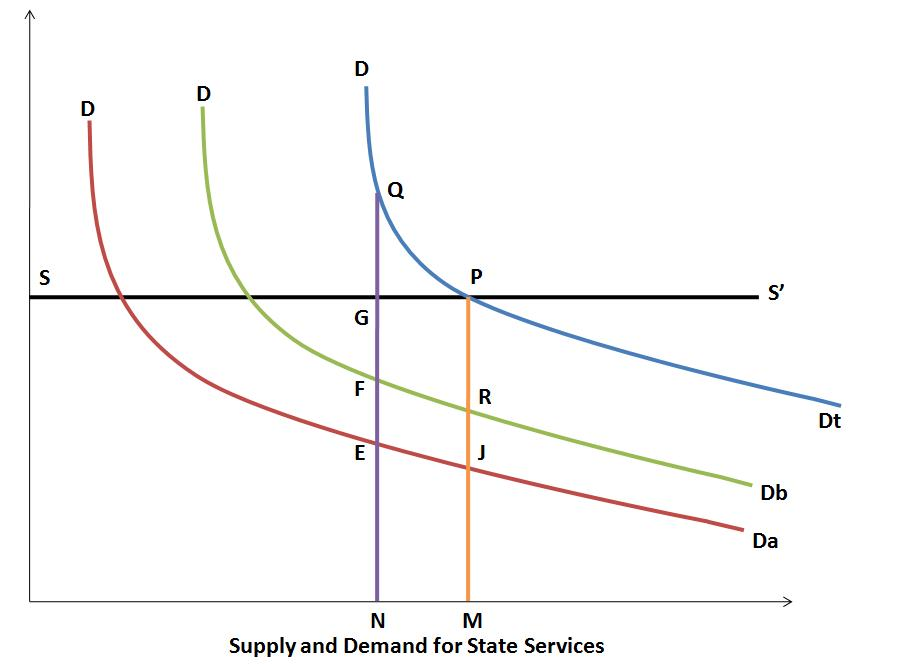
Il modello di tassazione di Lindahl

- Dt rappresenta la curva del beneficio marginale aggregato, che è la somma di Da e Db
- Da: beneficio marginali per l'individuo (a)
- Db: beneficio marginali per l'individuo (b)

In un equilibrio di Lindahl, la quantità ottimale del bene pubblico sarà tale quando il beneficio marginale sociale interseca il costo marginale (punto P). L'aliquota d'imposta Lindahl di ciascun individuo sarà basata sulla propria curva dei benefici marginali. In questo modello, l'individuo B pagherà un prezzo pari a R e l'individuo A pagherà un prezzo par a I.

## Critiche
In teoria, i prezzi e la tassazione di Lindahl portano a una fornitura efficiente di beni pubblici. Tuttavia, richiede la conoscenza delle funzioni di domanda per ogni individuo, ed è quindi difficile da implementare nella pratica. Ci sono tre problemi principali con l'attuazione di una tassazione alla Lindahl.

### Problema di rivelazione delle preferenze
Quando le informazioni sui benefici marginali sono disponibili solo agli individui stessi, questi tendono a sottostimare la loro valutazione per un particolare bene. In tal modo, un individuo può ridurre il proprio costo fiscale segnalando i benefici derivanti dal bene o servizio pubblico. L'incentivo a mentire è associato al problema del free rider; se un individuo riporta un beneficio inferiore, pagherà meno tasse, ma vedrà solo una diminuzione marginale del bene pubblico. Questo problema informativo mostra che la tassazione alla Lindahl basata sui sondaggi non è compatibile con gli incentivi .
I meccanismi di rivelazione delle preferenze possono essere utilizzati per risolvere tale problema, sebbene nessuno di questi abbia dimostrato di risolvere il problema in modo completo e veramente soddisfacente. Il meccanismo Vickrey-Clarke-Groves ne è un esempio. Garantendo che i veri valori vengano rivelati e che un bene pubblico sia fornito solo quando dovrebbe esserlo, l'allocazione del costo si assume come data ed i consumatori riporteranno i loro benefici netti (benefici meno costi) e il bene pubblico sarà fornito se la somma dei benefici netti di tutti i consumatori è positiva. Se viene fornito il bene pubblico, verranno effettuati pagamenti collaterali che riflettono il fatto che dire la verità è costoso.
Nella realtà, la rivelazione delle preferenze è difficile poiché la dimensione della popolazione la rende costosa sia in termini di denaro che di tempo.

### Problema di conoscenza delle preferenze
Un secondo svantaggio della soluzione di Lindahl è che gli individui possono non essere sicuri della propria valutazione di un bene pubblico. Anche se gli individui cercano di essere onesti sulla loro disponibilità a pagare, potrebbero non avere idea del vero valore del bene. Ciò è particolarmente vero per i beni pubblici con cui gli individui non interagiscono quotidianamente, come i fuochi d'artificio o la difesa nazionale.

### Problema di aggregazione delle preferenze
Anche se gli individui conoscessero la loro esatta disponibilità marginale a pagare e dichiarassero onestamente tale quantità, il governo avrebbe difficoltà estreme ad aggregare questi singoli elementi in un unico valore sociale. In situazioni in cui pochi individui sono interessati dal bene pubblico, l'aggregazione può essere relativamente semplice. Tuttavia, nel caso per esempio della difesa nazionale l'aggregazione della disponibilità marginale a pagare di ciascun individuo sarebbe quasi impossibile.

## Rappresentazione matematica
Assumiamo che ci siano due beni in un'economia: il primo è un "bene pubblico", e il secondo è "altro". Si può assumere che il prezzo del bene pubblico per la persona 1 sia P pubblico e il prezzo di tutto il resto può essere P altro.
- α*P (pubblico) /P (altro) = MRS (persona1)

Questo è solo il classico rapporto prezzo/ saggio marginale di sostituzione; l'unica modifica è che moltiplichiamo Ppubblico per α per consentire l'adeguamento del prezzo al bene pubblico. Allo stesso modo, Persona 2 sceglierà il suo paniere in modo che:
- (1-ɑ)*P (pubblico) /P (altro) = MRS (persona2)

Ora abbiamo la massimizzazione dell'utilità di entrambi gli individui. Sappiamo che in un equilibrio competitivo, il rapporto di costo marginale dovrebbe essere uguale al saggio marginale di trasformazione, o
- MC (pubblico) /MC (altro) =[P (pubblico) /P (altro) ]=MRT

## Esempio
Prendiamo ad esempio un parco pubblico, con un costo marginale costante di $15 per acro. Questo parco pubblico sarà a disposizione di due persone, Sarah e Tom.

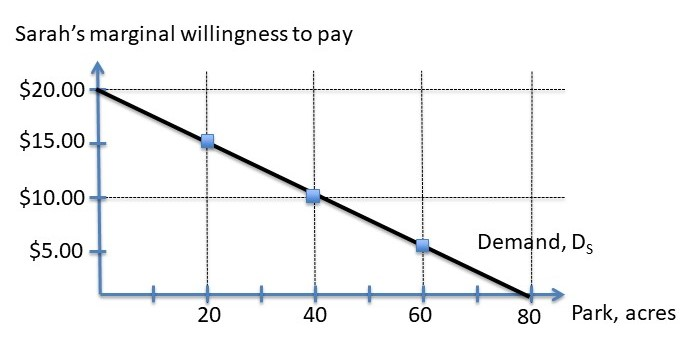
Figura 1: disponibilità marginale a pagare di Sarah.

La figura 1 mostra la disponibilità marginale di Sarah a pagare per un parco pubblico. Per il primo acro del parco, Sarah è disposta a pagare 20 dollari. Per l'ottantesimo acro, la sua disponibilità marginale a pagare è scesa a zero.

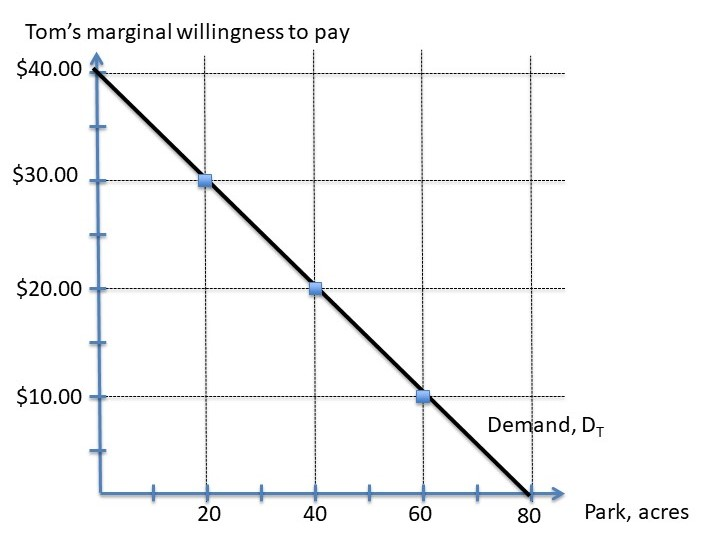
Figura 2: disponibilità marginale a pagare di Tom.

La figura 2 mostra la disponibilità marginale di Tom a pagare per un parco pubblico. A differenza di Sarah, per il primo acro di parco è disposto a pagare $ 40, e per il 40° acro di parco ha una disponibilità marginale a pagare di $ 20. Per l'ottantesimo acro di parco la sua disponibilità marginale a pagare è zero.

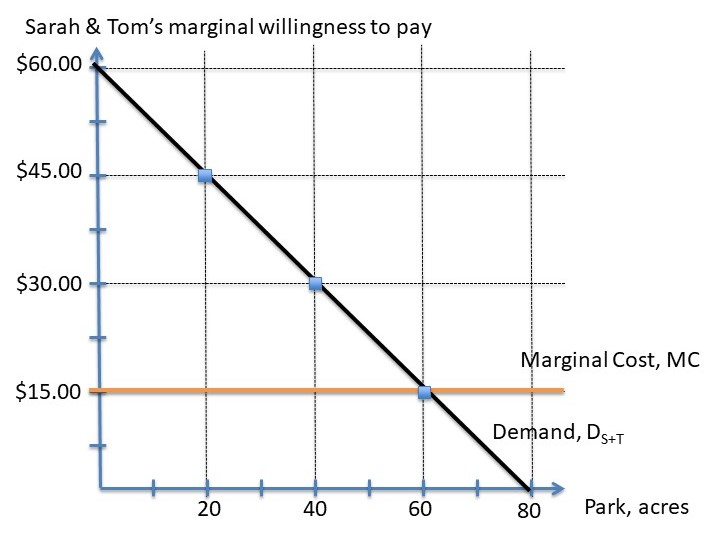
Figura 3: disponibilità marginale aggregata a pagare.

La figura 3 mostra la disponibilità marginale aggregata a pagare per il parco pubblico. Come si vede nella figura, Sarah e Tom insieme sono disposti a pagare $ 60 per il primo acro di parco. Questo è superiore al costo marginale del primo acro (15 dollari) e quindi questo primo acro di parco dovrebbe essere prodotto. Sarah e Tom insieme sono disposti a pagare $ 45 per il 20° acro e $ 30 per il 40° acro, entrambi di nuovo al di sopra del costo marginale di $ 15. La curva del costo marginale interseca la curva della disponibilità aggregata a pagare al 60° acro, quando insieme sono disposti a pagare il costo marginale di $15. Quindi, l'equilibrio di Lindahl implica far pagare a Sarah $ 5 e Tom $ 10 per ciascuno dei 60 acri di parco.